# سوما ری
سوما ری (انگلیسی: Summa Ri) که به نام سوماری I و II نیز شناخته می‌شود، شامل دو قله فرعی از کوهستان اسکل بروم در رشته‌کوه‌های هندوکش - قره‌قروم است. این کوه در مرز میان ناحیه خودمختار گلگت—بلتستان در کشمیر پاکستان و منطقه خودمختار سین‌کیانگ چین قرار دارد.

## موقعیت
قله سوما ری I با ارتفاع ۷٬۲۸۶ متر و ارتفاع نسبی ۲۴۶ متر در ۲٫۳۹ کیلومتری شمال‌شرقی اسکل بروم قرار دارد. یخچال ساوی (Savoy Glacier) از یال شرقی این کوه در جهت شرقی به سمت یخچال گادوین-آستین جریان دارد. (مختصات جغرافیایی: ۵۲ '۵۱ °۳۵ شمالی، ۰۲ '۲۷ °۷۶ شرقی)
قله سو ماری II نیز با ارتفاع ۷٬۱۳۳ متر و ارتفاع نسبی ۵۳ متر در غرب قله سوما ری I قرار دارد. (مختصات جغرافیایی: ۴۱ '۵۱ °۳۵ شمالی، ۱۷ '۲۶ °۷۶ شرقی)
هر دو قله سوماری I و II جزء بلندترین کوه‌های صعودنشده دنیا به‌شمار می‌روند.